# If You Want Blood Tour
If You Want Blood Tour – czwarta trasa koncertowa grupy muzycznej AC/DC, w jej trakcie odbyło się sześćdziesiąt siedem koncertów.

## Program koncertów

### 1978
1. "Live Wire"
2. "Problem Child"
3. "Sin City"
4. "Bad Boy Boogie"
5. "The Jack"
6. "Whole Lotta Rosie"
7. "Rocker"
8. "Dog Eat Dog"
9. "Let There Be Rock"

Rzadziej grane:
1. "Gone Shootin"
2. "Hell Ain't a Bad Place to Be"
3. "High Voltage"
4. "Rock'N'Roll Damnation"

### 1979
1. "Live Wire"
2. "Shot Down in a Flames"
3. "Hell Ain't a Bad Place to Be"
4. "Problem Child"
5. "Sin City"
6. "Walk All Over You"
7. "Bad Boy Boogie"
8. "Big Balls"
9. "The Jack"
10. "Highway To Hell"
11. "Dirty Deeds Done Dirt Cheap"
12. "Girls Got Rhytm"
13. "High Voltage"
14. "Riff Raff:
15. "Whole Lotta Rosie"

Pierwszy bis:
1. "Rocker"
2. "Dog Eat Dog"

Drugi bis:
1. "If You Want Blood You've Got It"
2. "T.N.T."
3. "Let There Be Rock"

Trzeci bis:
1. "Johnny B. Goode" (cover Chucka Berry'ego)

## Lista koncertów
1. 25 października 1978 - Colchester, Anglia - University of Essex
2. 30 października 1978 - Liverpool, Anglia - Liverpool Empire Theatre
3. 31 października 1978 - Edynburg, Szkocja - Odeon
4. 1 listopada 1978 - Glasgow, Szkocja - The Apollo
5. 2 listopada 1978 - Newcastle, Anglia - Mayfair Ballroom
6. 3 listopada 1978 - Newcastle, Anglia - Mayfaif Ballroom
7. 4 listopada 1978 - Sheffield, Anglia - Sheffield Polytechnic
8. 6 listopada 1978 - Wolverhampton, Anglia - Wolverhampton Civic Hall
9. 7 listopada 1978 - Southampton, Anglia - Mayflower Theatre
10. 8 listopada 1978 - Coventry, Anglia - Belgrade Theatre
11. 9 listopada 1978 - Birmingham, Anglia - Birmingham Odeon
12. 10 listopada 1978 - Manchester, Anglia - O2 Apollo Manchester
13. 12 listopada 1978 - Stoke-on-Trent, Anglia - Trentham
14. 14 listopada 1978 - Derby, Anglia - Assembly Rooms
15. 15 listopada 1978 - Londyn, Anglia - Hammersmith Apollo
16. 16 listopada 1978 - Londyn, Anglia - Hammersmith Apollo
17. 8 maja 1979 - Madison, Wisconsin, USA - Alliant Energy Center
18. 10 maja 1979 - Des Moines, Iowa, USA - Veterans Memorial Auditorium
19. 11 maja 1979 - Dubuque, Iowa, USA - Five Flags Center
20. 12 maja 1979 - Davenport, Iowa, USA - Mississippi Lofts and Adler Theatre
21. 13 maja 1979 - Toledo, Ohio, USA - Toledo Sports Arena
22. 15 maja 1979 - Columbus, Ohio, USA - Taft Coliseum
23. 16 maja 1979 - South Bend, Indiana, USA - Morris Civic Auditorium
24. 17 maja 1979 - Louisville, Kentucky, USA - Kentucky International Convention Center
25. 18 maja 1979 - Springfield, Massachusetts, USA - Springfield Amory
26. 19 maja 1979 - Dayton, Ohio, USA - Hara Arena
27. 20 maja 1979 - Cleveland, Ohio, USA - Public Auditorium
28. 22 maja 1979 - Nashville, Tennessee, USA - Tennessee Theatre
29. 23 maja 1979 - Martin, Tennessee, USA - University of Tennessee
30. 24 maja 1979 - Atlanta, Georgia, USA - Agora
31. 25 maja 1979 - Atlanta, Georgia, USA - Agora
32. 27 maja 1979 - Orlando, Floryda, USA - Orlando Citrus Bowl Stadium
33. 31 maja 1979 - Buffalo, Nowy Jork, USA - Shea's Performing Arts Centre
34. 1 czerwca 1979 - Rochester, Nowy Jork, USA - Auditorium Theatre
35. 3 czerwca 1979 - Davenport, Iowa, USA - John O'Donnell Stadium
36. 4 czerwca 1979 - Peoria, Illinois, USA - Robertson Memorial Field House
37. 6 czerwca 1979 - Erie, Pensylwania, USA - Erie County Field House
38. 7 czerwca 1979 - Allentown, Pensylwania, USA - Ag Hall
39. 8 czerwca 1979 - Landover, Maryland, USA - Capital Centre
40. 9 czerwca 1979 - Nowy Jork, Nowy Jork, USA - Palladium
41. 10 czerwca 1979 - Albany, Nowy Jork, USA - Palace Theatre
42. 12 czerwca 1979 - Toronto, Kanada - Massey Hall
43. 15 czerwca 1979 - Filadelfia, Pensylwania, USA - Tower Theater
44. 20 czerwca 1979 - Fort Worth, Teksas, USA - Fort Worth Convention Center
45. 21 czerwca 1979 - Austin, Teksas, USA - Long Center for the Performing Arts
46. 22 czerwca 1979 - San Antonio, Teksas, USA - HemisFair Arena
47. 23 czerwca 1979 - Houston, Teksas, USA - Sam Houston Coliseum
48. 24 czerwca 1979 - Corpus Christi, Teksas, USA - Memorial Coliseum
49. 26 czerwca 1979 - Albuquerque, Nowy Meksyk, USA - The Pit Arena
50. 27 czerwca 1979 - Phoenix, Arizona, USA - Arizona Veterans Memorial Coliseum
51. 29 czerwca 1979 - Denver, Kolorado, USA - Rainbow Music Hall
52. 1 lipca 1979 - St. Louis, Missouri, USA - Kiel Auditorium
53. 4 lipca 1979 - Pecatonica, Illinois, USA - Winnebago County Fairgrounds
54. 6 lipca 1979 - Wichita, Kansas, USA - Century II Performing Arts & Convention Center
55. 7 lipca 1979 - Sioux Falls, Dakota Południowa, USA - Sioux Falls Arena
56. 8 lipca 1979 - Des Moines, Iowa, USA - Veterans Memorial Auditorium
57. 10 lipca 1979 - Omaha, Nebraska, USA - Omaha Civic Auditorium
58. 19 lipca 1979 - San Diego, Kalifornia, USA - San Diego Sports Arena
59. 21 lipca 1979 - Oakland, Kalifornia, USA - O.co Coliseum
60. 28 lipca 1979 - Cleveland, Ohio, USA - Lakefront Stadium
61. 29 lipca 1979 - Evansville, Indiana, USA - Bosse Field
62. 31 lipca 1979 - Fort Wayne, Indiana, USA - Allen County War Memorial Coliseum
63. 1 sierpnia 1979 - Indianapolis, Indiana, USA - Market Square Arena
64. 2 sierpnia 1979 - Cincinnati, Ohio, USA - Riverfront Coliseum
65. 3 sierpnia 1979 - Pittsburgh, Pensylwania, USA - Pittsburgh Civic Arena
66. 4 sierpnia 1979 - Nowy Jork, Nowy Jork, USA - Madison Square Garden
67. 5 sierpnia 1979 - Filadelfia, Pensylwania, USA - Spectrum Arena